# セメント町 (津久見市)

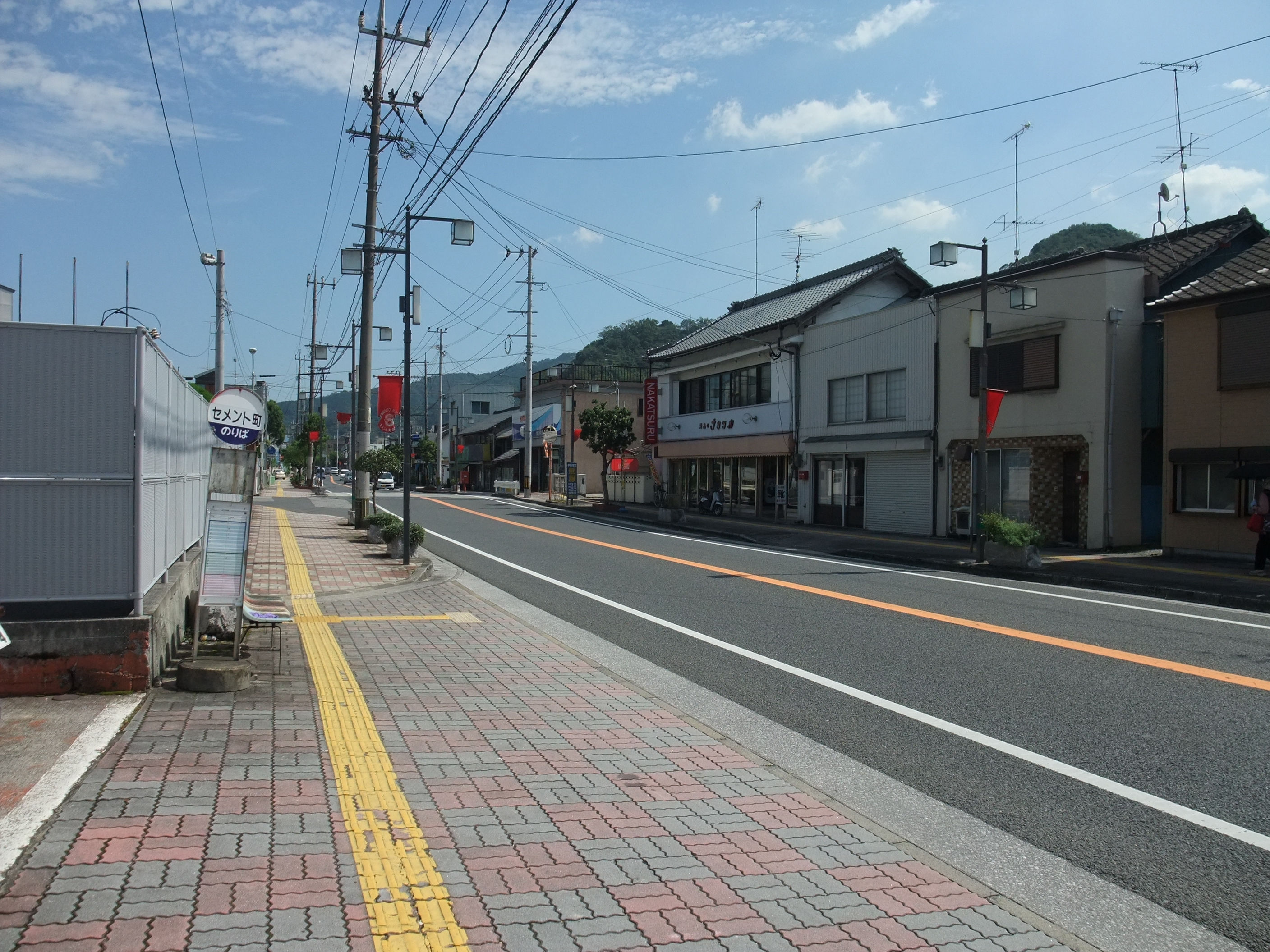
国道217号沿いにあるセメント町停留所

セメント町（セメントまち）は、大分県津久見市の地名。人口は336人、世帯数は167世帯（2010年10月1日現在）。郵便番号は879-2443。

## 地理
セメント町は、北を青江川、南をJR九州日豊本線で区切られ、東で津久見市港町に接する概ね三角形の区域で、中心を東西に国道217号が貫通し、北に向けて大分県道217号臼杵津久見線（旧国道217号）が分岐する。
町域は、太平洋セメント大分工場の正門付近に位置し、商店街や同工場の社宅、寮等があって、門前町をなしている。工場自体は、この地区の北側の徳浦から合ノ元町にかけて海岸沿いに位置しており、町域には含まれない。
なお、小野田セメントの創業の地である山口県山陽小野田市にも、同様にセメント産業を由来とするセメント町が存在する。

## 歴史
津久見市では、胡麻柄山をはじめとする山地の豊富な石灰石資源と、深度が深い天然の良港である津久見港を活かして古くからセメント産業が盛んであり、1917年（大正6年）10月に桜セメント九州工場が開設されたのを皮切りに、1919年（大正8年）11月に大分セメント、1934年（昭和9年）に太平セメントが相次いでセメント生産を開始し、セメント産業が市が中心産業となった。これら各社は大分セメントを中心に相次いで合併し、最終的には1938年（昭和13年）7月に小野田セメント（後の秩父小野田セメント、太平洋セメント大分工場津久見プラント、現太平洋セメント大分工場）に統合された。
現在のセメント町は、かつては大字下青江のうち松崎及び警固屋（けごや）の一部であったが、1967年（昭和42年）4月1日に住居表示が実施された際に、セメント工場にちなんでセメント町という町名になった。

## 施設

### 郵便局
- 津久見青江郵便局

### 寺社
- 蓮照寺

## 小・中学校の学区
市立小・中学校に通う場合、学区（校区）は以下の通りである。
| 町名       | 区域 | 小学校               | 中学校               |
| ---------- | ---- | -------------------- | -------------------- |
| セメント町 | 全域 | 津久見市立青江小学校 | 津久見市立第二中学校 |

## 交通

### 道路
- 国道217号
- 大分県道217号臼杵津久見線